# Palacio consistorial del XI Distrito de París
El palacio consistorial del undécimo distrito de París es el edificio que alberga los servicios municipales del distrito XI de París (Francia).
Se encuentra en la plaza Léon-Blum.

## Historia
Entre 1860 e 1865, el ayuntamiento del distrito XI estuvo ubicado en la rue Keller.
Fue diseñado por el arquitecto Antoine-François Gancel, construido entre 1862 y 1865 e inaugurado en septiembre de 1865.
Fue decorado por Victor Prouvé entre 1898 y 1907.
Aparece en varias escenas de la película La Faute à Voltaire (2000) de Abdellatif Kechiche.